# 안정 애착
안정 애착(secure attachment)은 양육자가 자신을 떠날 때 약간의 고통을 보이지만 양육자가 돌아오면 재빨리 스스로를 안정시키는 아동을 통하여 정의된다. 안정 애착 아동은 양육자가 지켜준다는 느낌을 받으며, 그들은 돌아올 양육자에 의존할 수 있다는 것을 안다. 안정 애착 아동은 주변 환경 탐색의 안전 기지로서 부모를 활용할 수 있으며, 분리되거나 스트레스를 받은 후에도 쉽게 안정된다.
영아는 자신의 생존을 돕는 자연스러운 행동을 타고 난다. 애착 행동은 영아가 도움을 필요로 하거나 고통스러워 할 때 사람을 자기 가까이에 끌어 오게 한다. 애착에 대한 인간의 본능은 포유류 대부분이 가지고 있는 생존에 대한 기본적 적응 방식이며, 영아와 설인 모두 스트레스를 받거나 놀랄 때 이들의 애착 체계는 경보를 울린다. 애착은 아동의 안전감과 보호를 확실히 하는데 있어 중요한 역할을 하는 아동-양육자 관계의 한 특정 집중된 단면이다. 애착은 아동이 세상 탐색에 필요한 안전 기지이자 필요할 경우 안정감을 느끼는 안식처 및 자원으로서 일차적 양육자를 의지하는 방식을 말한다.

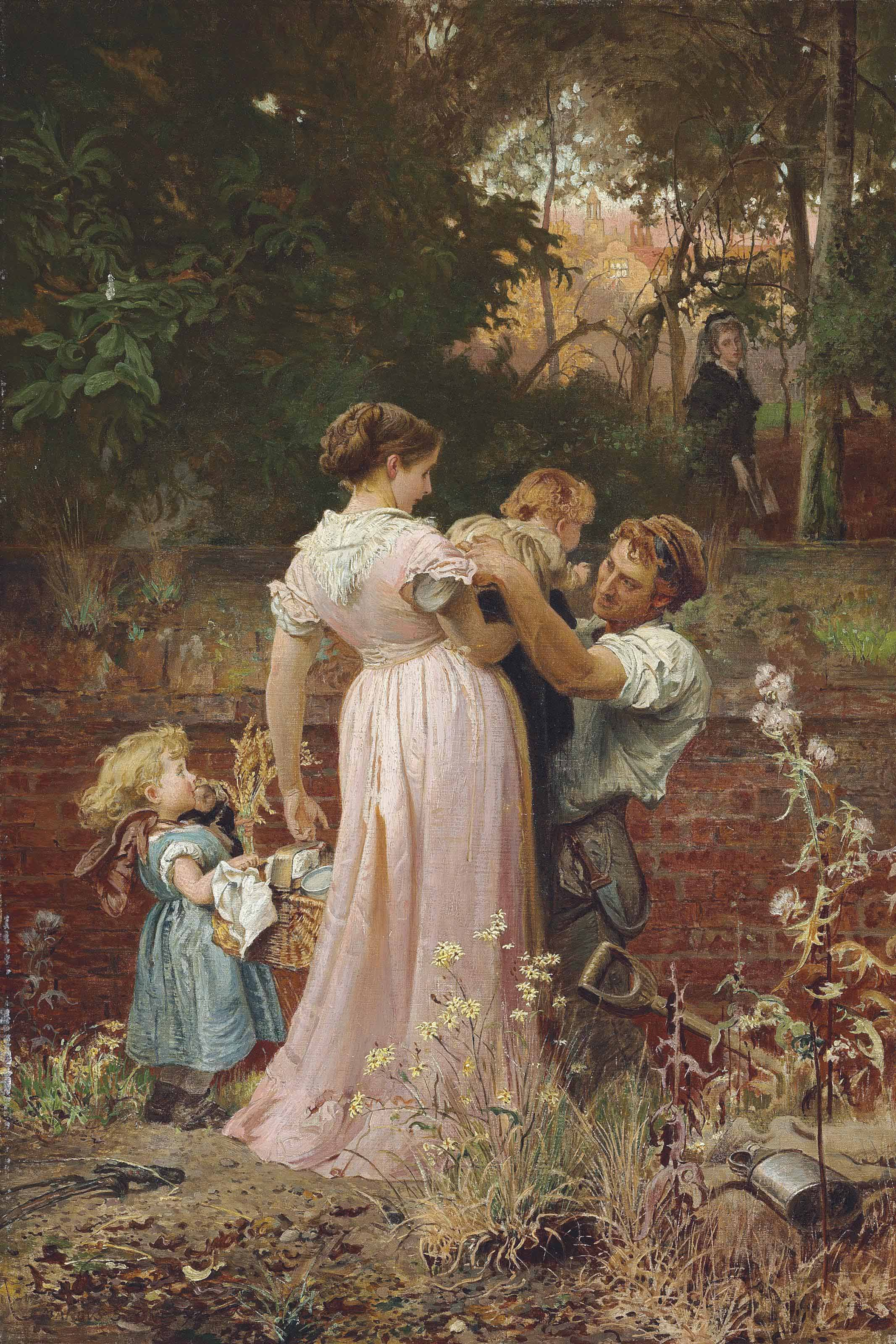
마커스 스톤(Marcus Stone)의 부모와 친밀한 관계에 있는 아이들의 그림

존 보울비(John Bowlby)와 메리 에인스워스(Mary Ainsworth)는 자신이 일하는 한 병원에서 만난 환자 아동을 연구한 후, 이른바 애착 이론(attachment theory)이라는 이론을 개발하였다. 존 보울비는 부모로부터 분리될 때의 영어가 경험하는 깊은 고통을 이해하려 하였다. 그는 영아가 울음, 의존, 탐색과 같이 부모로부터 분리되는 것을 피하거나 놓쳐버린 부모에게 가까이 가려는 큰 노력을 하는 것을 주목하였다. 애착 이론은 부모-아이 관계가 나타나고 이후 행동과 관계에 끼치는 영향을 방식을 설명한다. 이론으로부터 안정 애착(secure attachment), 양가 애착(ambivalent attachment), 회피 애착(avoidant attachment), 혼란 애착(disorganized attachment)과 같은 네 가지 애착 유형이 나왔다.

## 같이 보기
- 불안-몰입 애착
- 애착 이론
- 정서적 친밀성
- 친밀 관계